# Ferrovia della Birmania
| Continuation backward |

| Unknown route-map component "ABZg+l" | Unknown route-map component "CONTfq" |

| Unknown route-map component "xBHF" |

| Unknown route-map component "exBHF" |

| Station on track |

| Small bridge over water |

| Station on track |

| Unknown route-map component "exBHF" |

| Unknown route-map component "exBHF" |

| Unknown route-map component "exBHF" |

| Unknown route-map component "exBHF" |

| Unknown route-map component "exBHF" |

| Unknown route-map component "exBHF" |

| Unknown route-map component "exBHF" |

| Unknown route-map component "exBHF" |

| Unknown route-map component "exBHF" |

| Unknown route-map component "exBHF" |

| Unknown route-map component "exBHF" |

| Unknown route-map component "exBHF" |

| Unknown route-map component "exBHF" |

| Unknown route-map component "exSTR" |

| Unknown route-map component "xSTR+GRZq" |

| Unknown route-map component "exWBRÜCKE1" |

| Unknown route-map component "exSTR" |

| Unknown route-map component "exBHF" |

| Unknown route-map component "exBHF" |

| Unknown route-map component "exBHF" |

| Unknown route-map component "xBHF" |

| Unknown route-map component "ABZg+l" | Unknown route-map component "CONTfq" |

| Continuation forward |

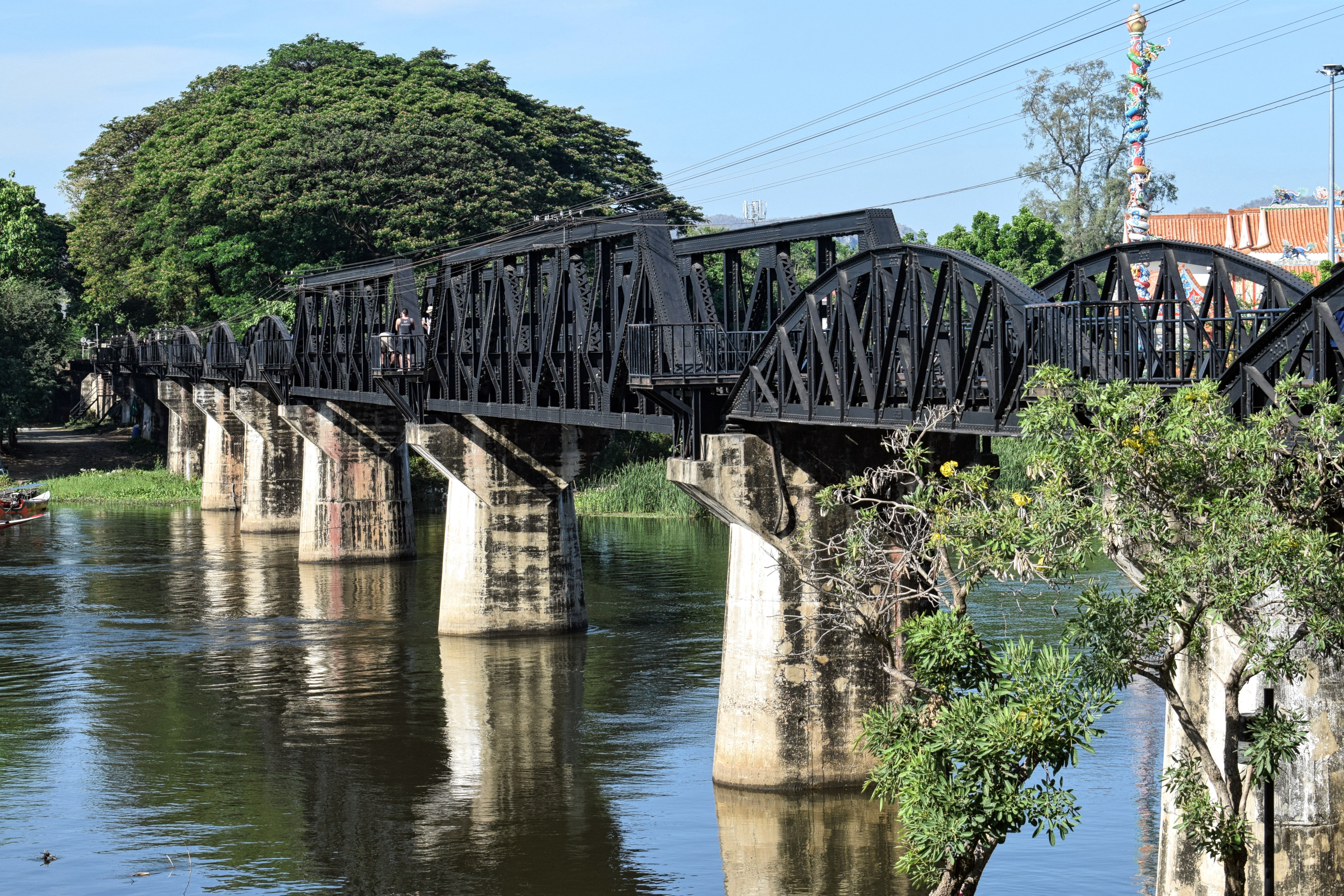
Il ponte ferroviario sul fiume Mae Klong (o fiume Kwai Yai) nella Provincia di Kanchanaburi, Thailandia. La struttura del ponte fu realizzata con legno di bambù, rivestito di pietre e cemento. Le parti metalliche furono aggiunte come tocco finale per migliorare la sicurezza del ponte.

La Ferrovia della Birmania , nota anche come Ferrovia Siam-Birmania e simili, ma soprattutto come Ferrovia della Morte, è stata una ferrovia lunga 415 km tra il distretto di Ban Pong (Thailandia) e Thanbyuzayat (Birmania), costruita dall'Impero giapponese tra il 1940 e il 1944 per garantire il rifornimento di truppe e armi durante la Campagna della Birmania, nel corso della seconda guerra mondiale.
Questa ferrovia completò il collegamento ferroviario tra Bangkok, in Thailandia, e Rangoon, in Birmania. La denominazione usata dal governo giapponese fu Thai–Men-Rensetsu-Tetsudou (泰緬連接鉄道? Collegamento ferroviario Thailandia-Birmania).
Quello che resta della ferrovia fa oggi parte della Linea per Nam Tok della Ferrovia di Stato della Thailandia. Nonostante il rispetto per i soldati morti che costruirono il ponte sul fiume Kwai, è stato costruito un nuovo ponte sul Kwai dove passa il nuovo tracciato della linea ferroviaria. Il vecchio ponte fu chiuso alla circolazione ferroviaria nel 2014.
Secondo il governo australiano, circa 330 000 persone (di cui 250 000 civili asiatici e 61 000 militari alleati, prigionieri di guerra) furono sottoposti a lavori forzati durante la sua costruzione e di queste 90 000 civili e 16 000 prigionieri di guerra alleati morirono.

## Storia

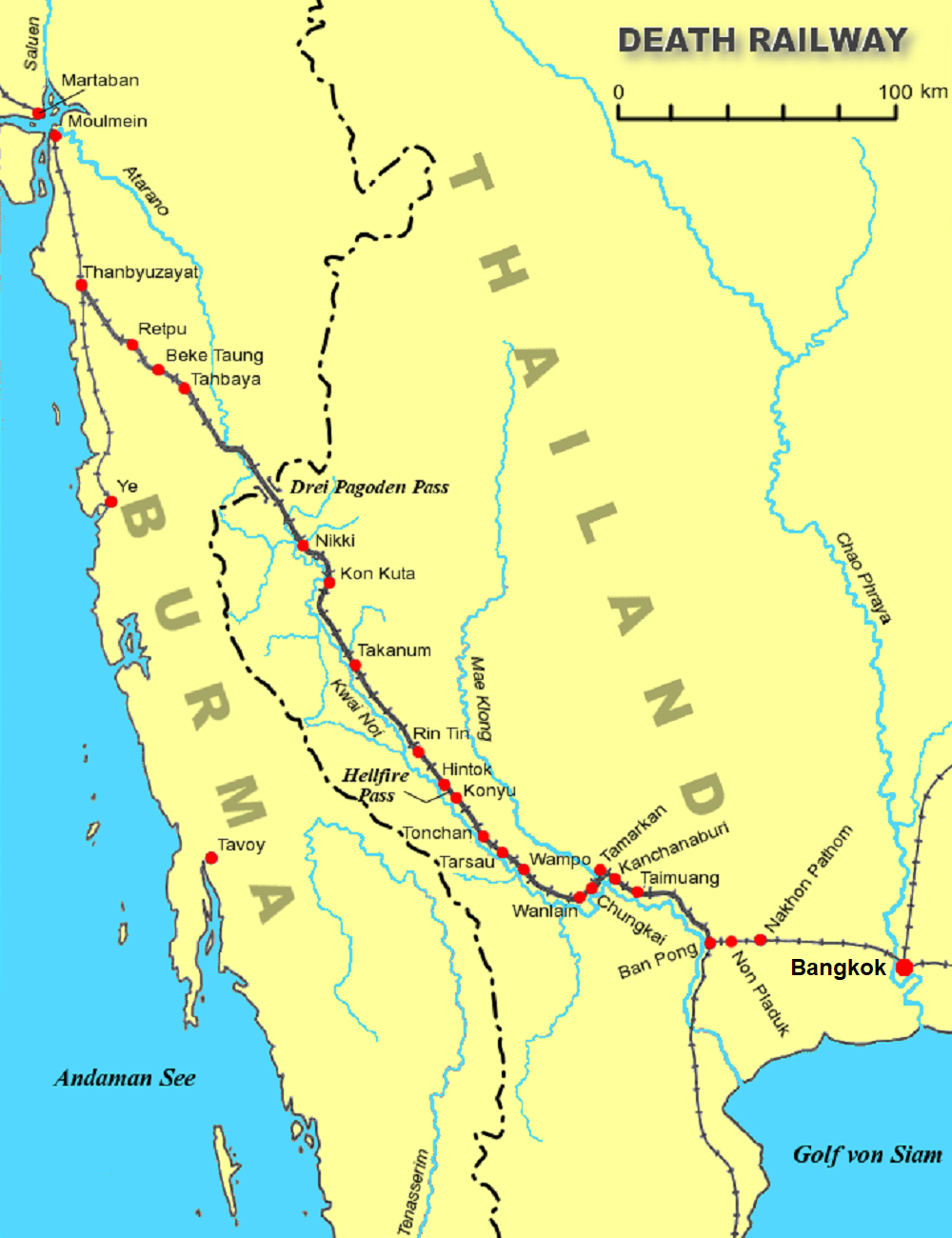
Mappa della Ferrovia di Burma.

Una strada ferrata tra la Birmania e la Thailandia che attraversasse il Passo delle Tre Pagode e proseguisse seguendo la valle del fiume Khwae Noi in Thailandia, era stato preso in considerazione dal governo britannico della Birmania fin dal 1885, ma il progetto sul tracciato proposto della linea – un terreno collinoso nella giungla, attraversato da numerosi corsi d'acqua – fu considerato troppo difficile da realizzare.
All’inizio del 1942 i Giapponesi occuparono la Birmania, togliendola al controllo del Regno Unito. Per rifornire le loro forze in Birmania i Giapponesi dipendevano dal mare, portando truppe, materiali e vettovaglie intorno alla Penisola malese e attraverso lo Stretto di Malacca e il Mare delle Andamane. Questa rotta tuttavia era vulnerabile agli attacchi da parte dei sommergibili alleati, specialmente dopo la sconfitta giapponese delle Midway, nel giugno del 1942. Per evitare un rischioso viaggio in mare lungo 3200 km intorno alla penisola della Malacca, pareva buona alternativa la costruzione di una ferrovia da Bangkok a Rangoon. I Giapponesi iniziarono il progetto nel giugno 1942.

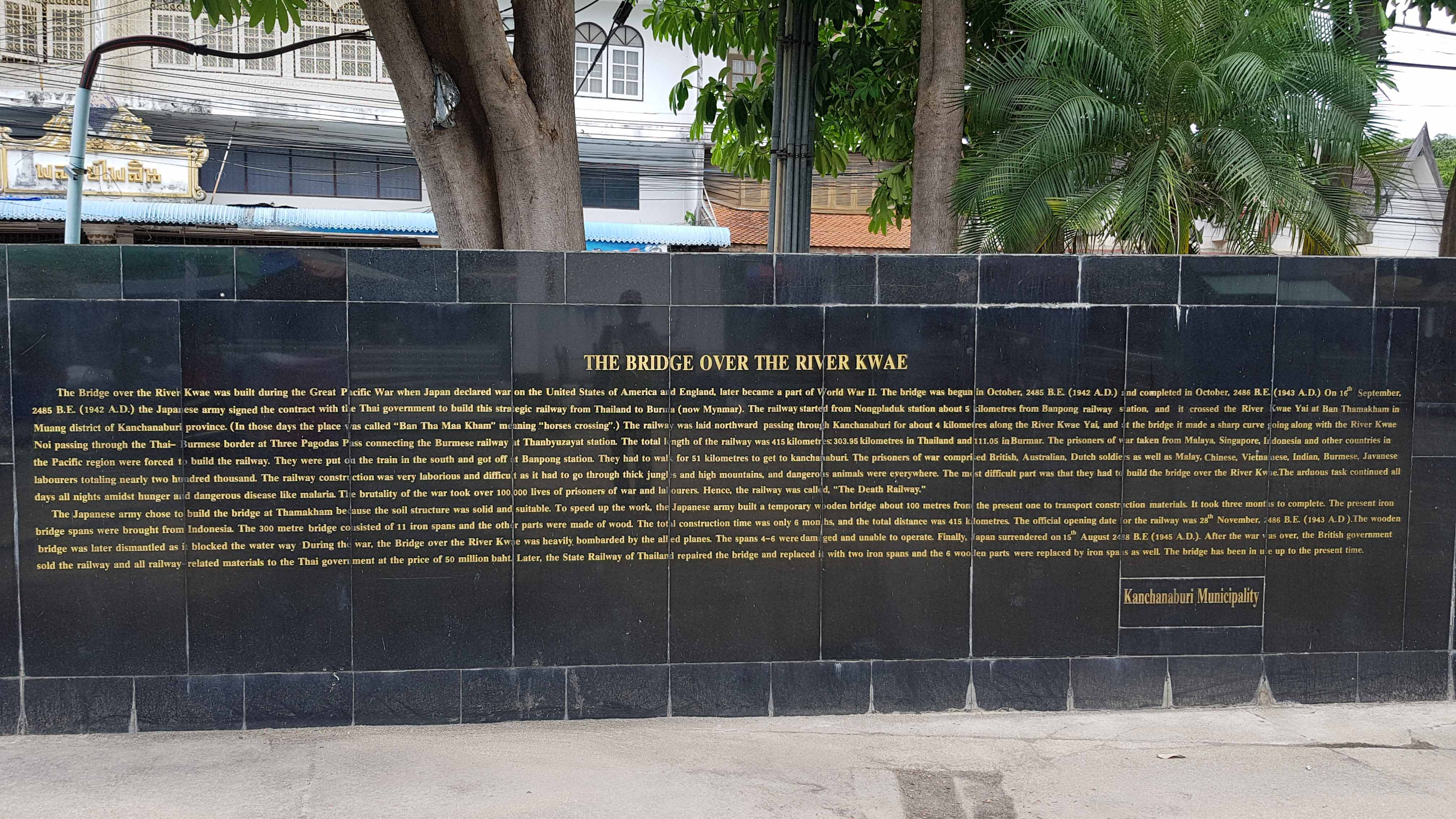
Il governo britannico vendette il tratto thailandese della ferrovia al governo della Thailandia per 50 milioni di baht.

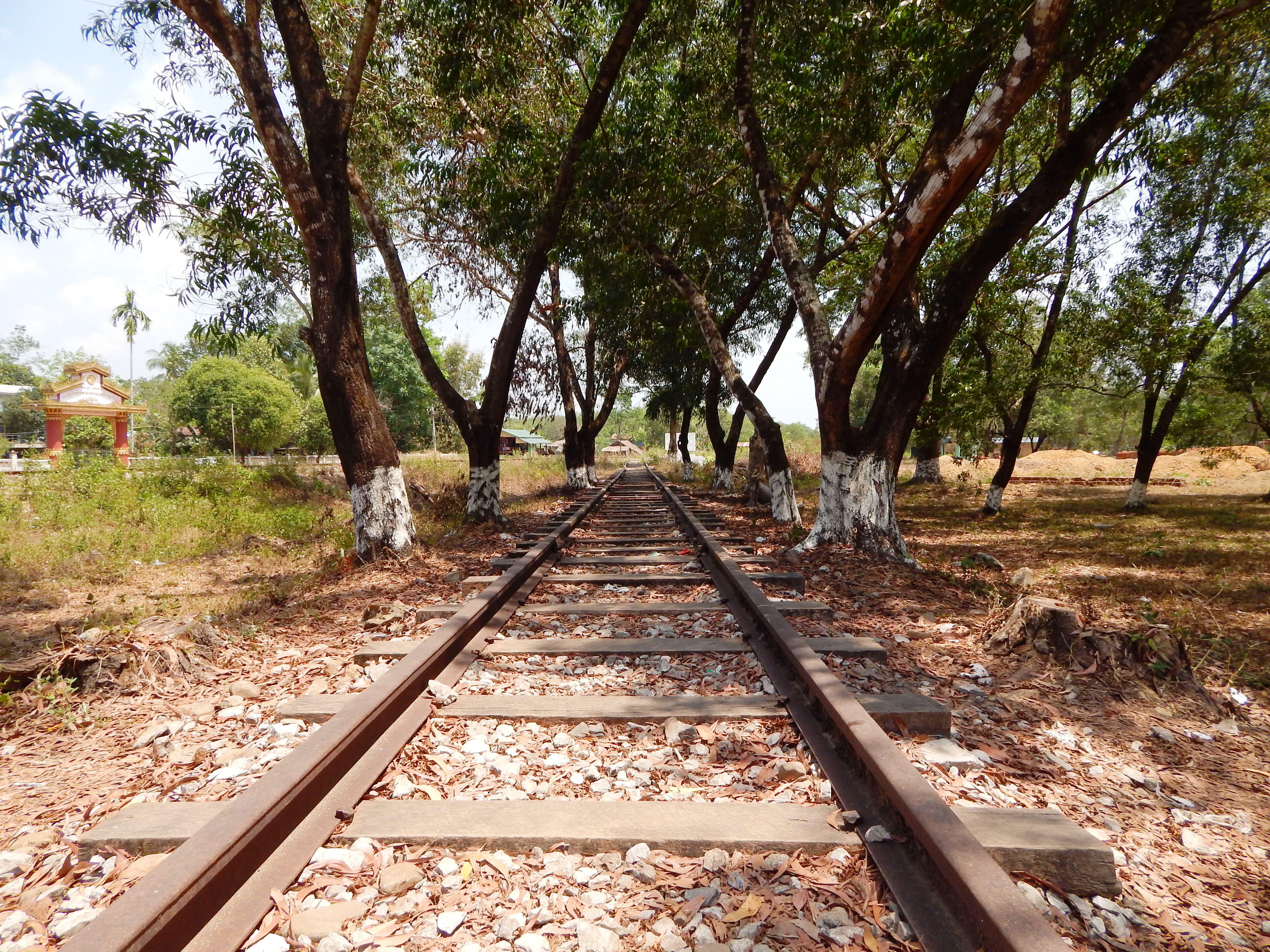
Tratto abbandonato della ferrovia di Burma a Thanbyuzayat, Birmania.

Il progetto puntava a collegare Ban Pong in Thailandia con Thanbyuzayat in Birmania, collegandosi alle linee ferroviarie esistenti su entrambi gli estremi. Il suo percorso passava dal Passo delle Tre Pagode, sul confine fra Birmania e Thailandia. 111 km erano in Birmania e i rimanenti 304 in Thailandia. Il movimento dei prigionieri di guerra verso nord dalla prigione di Changi a Singapore e da altri campi di prigione nel Sedest asiatico iniziò nel maggio 1942. Dopo opere preliminari di campi di atterraggio e infrastrutture, la costruzione della ferrovia ebbe inizio in Birmania il 15 settembre 1942 e in Thailandia nel mese di novembre. Il progetto prevedeva il completamento per il dicembre 1943. Gran parte del materiale per la costruzione, compresi binari e traversine, provenivano da tratti smantellati della rete ferroviaria degli Stati federati della Malesia e da vari tratti della rete delle Indie orientali olandesi.

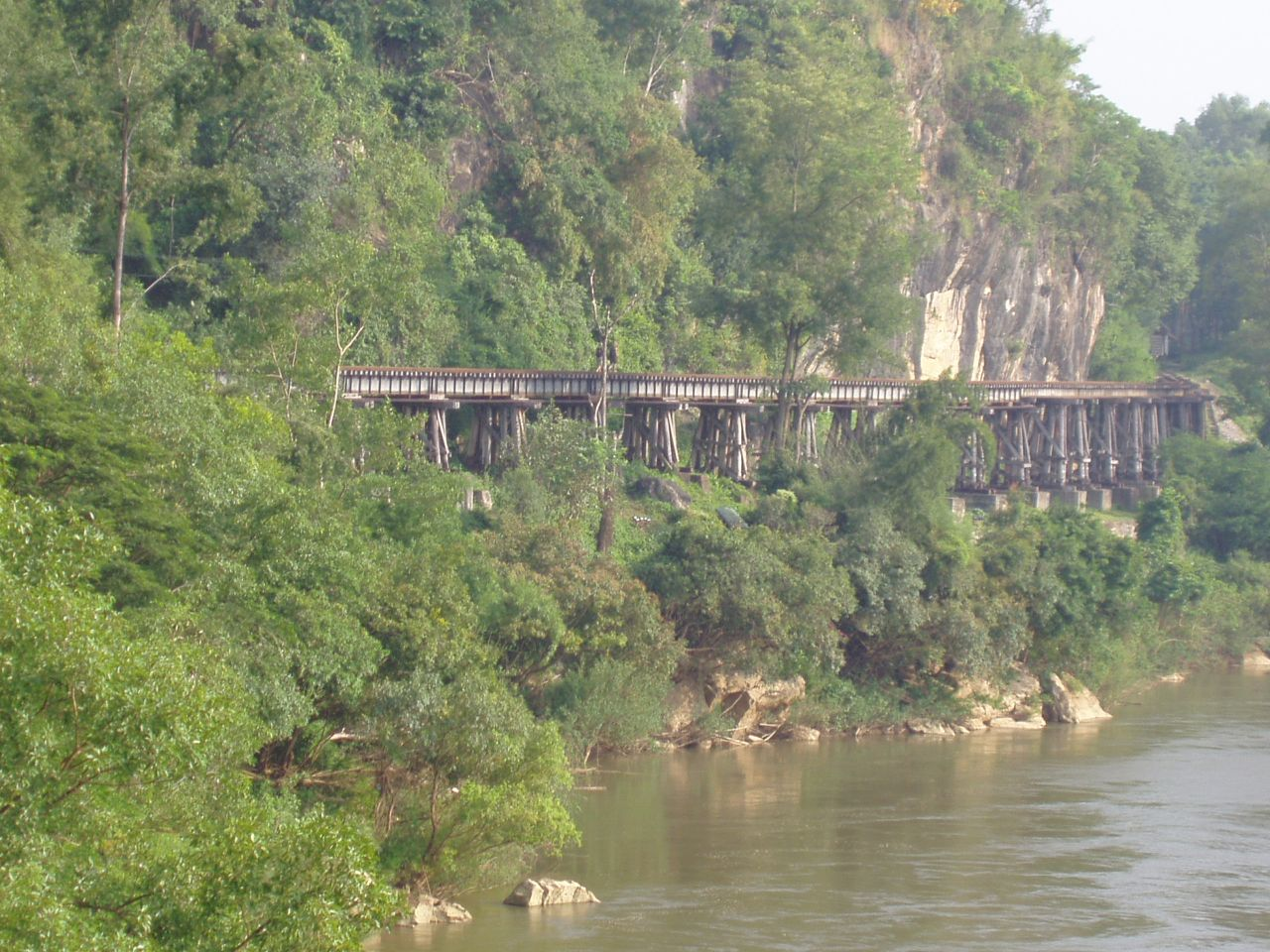
Uno dei tanti ponti ferroviari costruiti dai rōmusha e dai prigionieri di guerra.

La ferrovia fu terminata in anticipo sui piani: il 17 ottobre 1943 le squadre che avevano iniziato i lavori in Birmania, diretti verso sud, si incontrarono con quelle che avevano iniziato a lavorare in Thailandia, in direzione nord. Le due sezioni della linea si unirono al chilometro 263, circa 18 km a sud del Passo delle Tre Pagode a Konkuita (Kaeng Khoi Tha, Distretto di Sangkhla Buri, Provincia di Kanchanaburi).
Come ebbe a dire un ingegnere americano dopo aver esaminato il progetto:
( The Bridges of the Thai Burma Railway, su Public Broadcasting System. URL consultato l'8 gennaio 2015.)
L’esercito giapponese trasportò 500 000 tonnellate con questa ferrovia, prima che essa cadesse nelle mani alleate.
La linea fu chiusa nel 1947, ma il tratto tra Nong Pla Duk e Nam Tok fu riaperto dieci anni dopo, nel 1957.
Il 16 gennaio 1946, gli inglesi ordinarono ai prigionieri di guerra giapponesi di rimuovere un tratto di ferrovia di quattro chilometri tra Nikki e Sonkrai. Il collegamento tra Thailandia e Birmania doveva nuovamente essere interrotto per proteggere gli interessi inglesi a Singapore. Dopo questo il tratto birmano della ferrovia fu gradualmente rimosso, le rotaie raccolte a Moulmein e il sedime ferroviario tornò alla giungla. Il governo britannico vendette la ferrovia e il relativo materiale al governo thailandese per 50 milioni di baht.

### Dopoguerra
Terminata la guerra la ferrovia era in cattive condizioni e necessitava una ricostruzione per il suo utilizzo da parte delle ferrovie thailandesi.
Il 24 giugno 1949 il tratto da Kanchanaburi al raccordo di Nong Pla Duk era terminato; il primo aprile 1952 il tratto successivo fino a Wang Pho (Wangpo) era fatto; infine, il 1º luglio 1958 la linea ferroviaria fino a Nam Tok Sai Yok Noi era completata. Il tratto in uso oggi è lungo 130 km. Oltre Nam Tok Sai Yok Noi la linea è stata abbandonata. Le rotaie furono recuperate per l'espansione della ferrovia di Bang Sue, rafforzando la linea a doppio binario BKK–Banphachi, riabilitando il tratto da Thung Song a Trang e costruendo i tratti di linea Nong Pla Duk–Suphanburi e Ban Thung Pho–Khirirat Nikhom. Parti della via ferrata abbandonate sono state trasformate in strade pedonali.

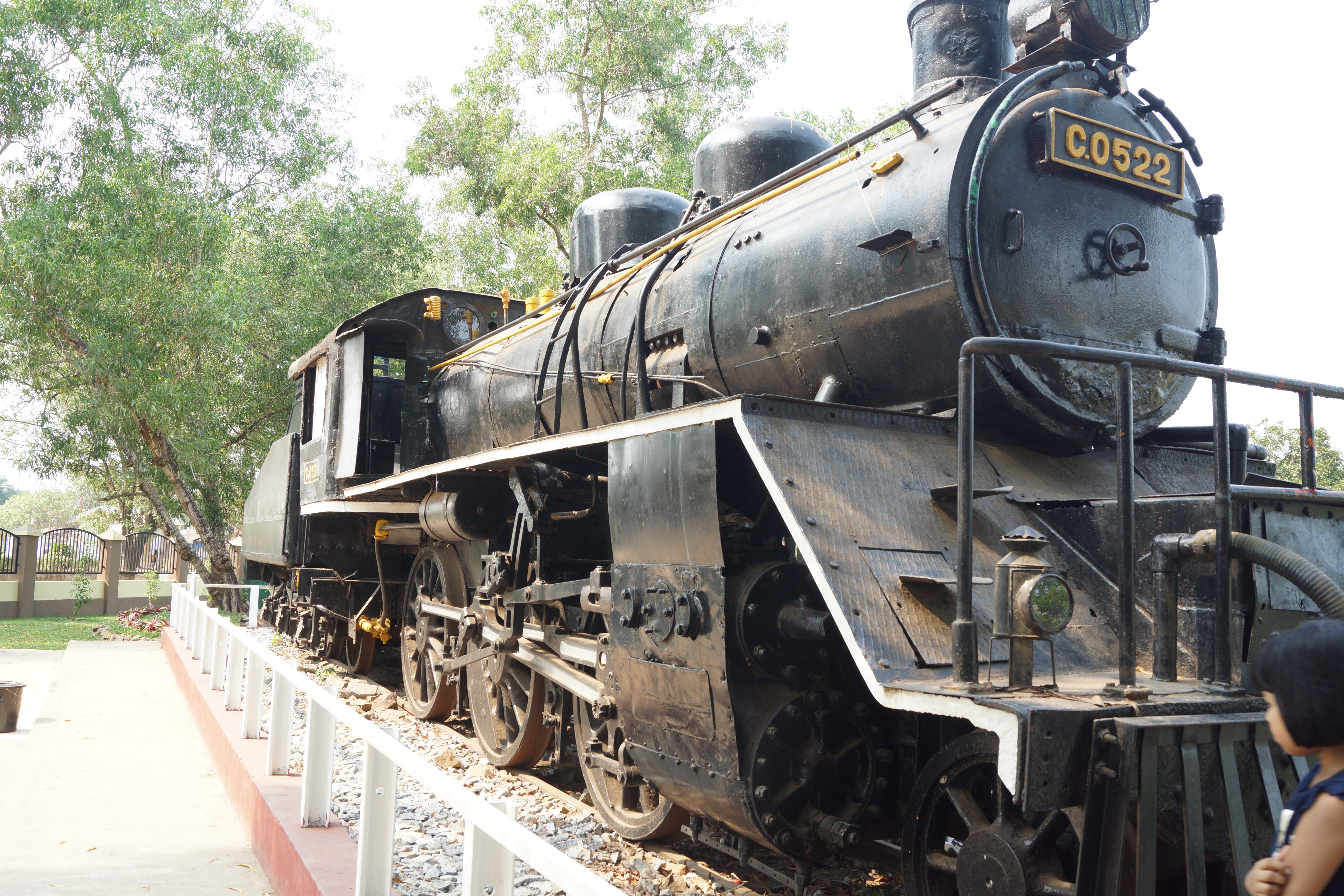
La prima locomotiva utilizzata sulla Ferrovia della Morte, esposta a Thanbyuzayat in Birmania

Fin dagli anni novanta sono state fatte molte proposte per la ricostruzione completa della ferrovia, ma dal 2014 questi piani non hanno avuto esecuzione. Poiché una gran parte della linea ferroviaria originale è ora sommersa dal bacino artificiale della diga di Vajiralongkorn e il terreno circostante è montagnoso, ci vorrebbero lunghe gallerie per ricollegare la Thailandia con la Birmania per via ferroviaria.

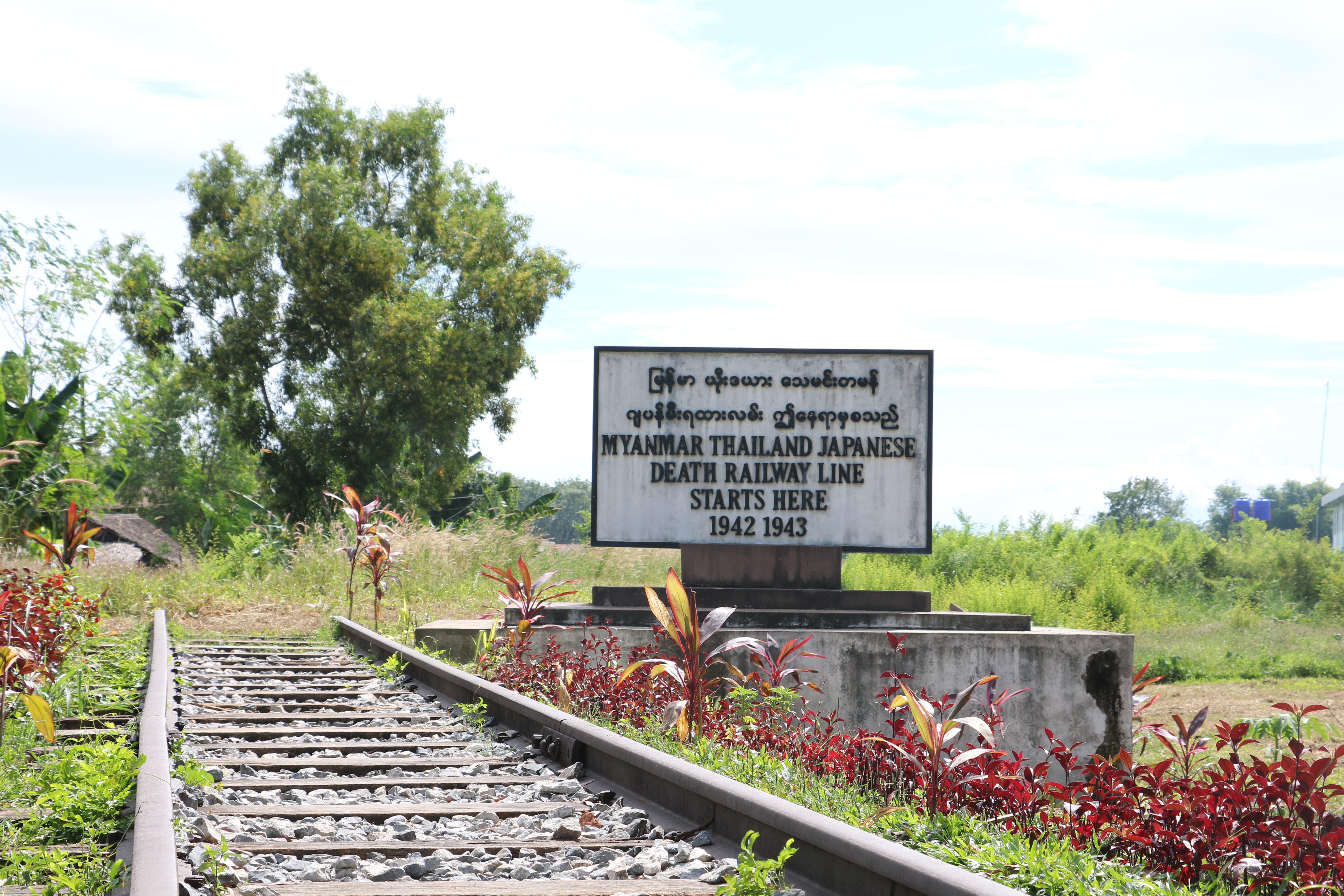
L'estremità della linea ferroviaria in Birmania

## Lavoratori

### Giapponesi
Soldati giapponesi in numero di 120 000, compresi 800 coreani, furono impiegati nella costruzione della ferrovia come ingegneri, guardie sorveglianti dei prigionieri e lavoratori rōmusha. Circa l'8% di essi (12000) morì durante l’opera di costruzione. Molti ricordano i soldati giapponesi come crudeli e indifferenti alle sorti dei prigionieri di guerra alleati e agli asiatici rōmusha. Molti della forza lavoro della ferrovia sopportarono gli sfoghi di spietatezza e trascuratezza delle guardie. La crudeltà poteva esprimersi in varie forme, dall'estrema violenza e torture ad atti minori di punizione fisica, umiliazioni e trascuratezza.

### Lavoratori civili
Il numero di lavoratori del sudest asiatico reclutati od obbligati (rōmusha) a lavorare alla ferrovia della Birmania è stato stimato in oltre 180 000. giavanesi, tamil malesi di origine indiana, birmani, cinesi, thailandesi e altri asiatici, costretti con la forza dall'Esercito imperiale giapponese a lavorare alla ferrovia, morirono durante la sua costruzione. Durante gli stadi iniziali della costruzione della ferrovia i birmani e i thailandesi furono impiegati nei loro rispettivi paesi, ma i lavoratori thailandesi, in particolare, tendevano a fuggire dal progetto e il numero dei birmani reclutati era insufficiente. I birmani avevano accolto bene l'invasione da parte del Giappone, perché essa significava l'affrancarsi dal dominio inglese, e collaborarono con i giapponesi nel reclutare lavoratori.
All’inizio del 1943 i giapponesi pubblicizzarono la ricerca di lavoratori in Malaysia, a Singapore e nelle Indie Orientali Olandesi, promettendo buoni salari, contratti brevi e alloggi per le famiglie. Quando ciò si rivelò insufficiente ad attrarre il numero necessario di lavoratori, essi ricorsero a metodi coercitivi, rastrellando operai e costringendoli, specialmente in Malaysia. Approssimativamente 90 000 birmani e 75 000 malesi lavorarono alla ferrovia. Altre nazionalità o gruppi etnici che vi lavorarono erano tamil, cinesi, karen, giavanesi e cinesi di Singapore Altri documenti riferiscono che 100 000 malesi tamil furono impiegati nel progetto e circa 60 000 di loro vi perirono.

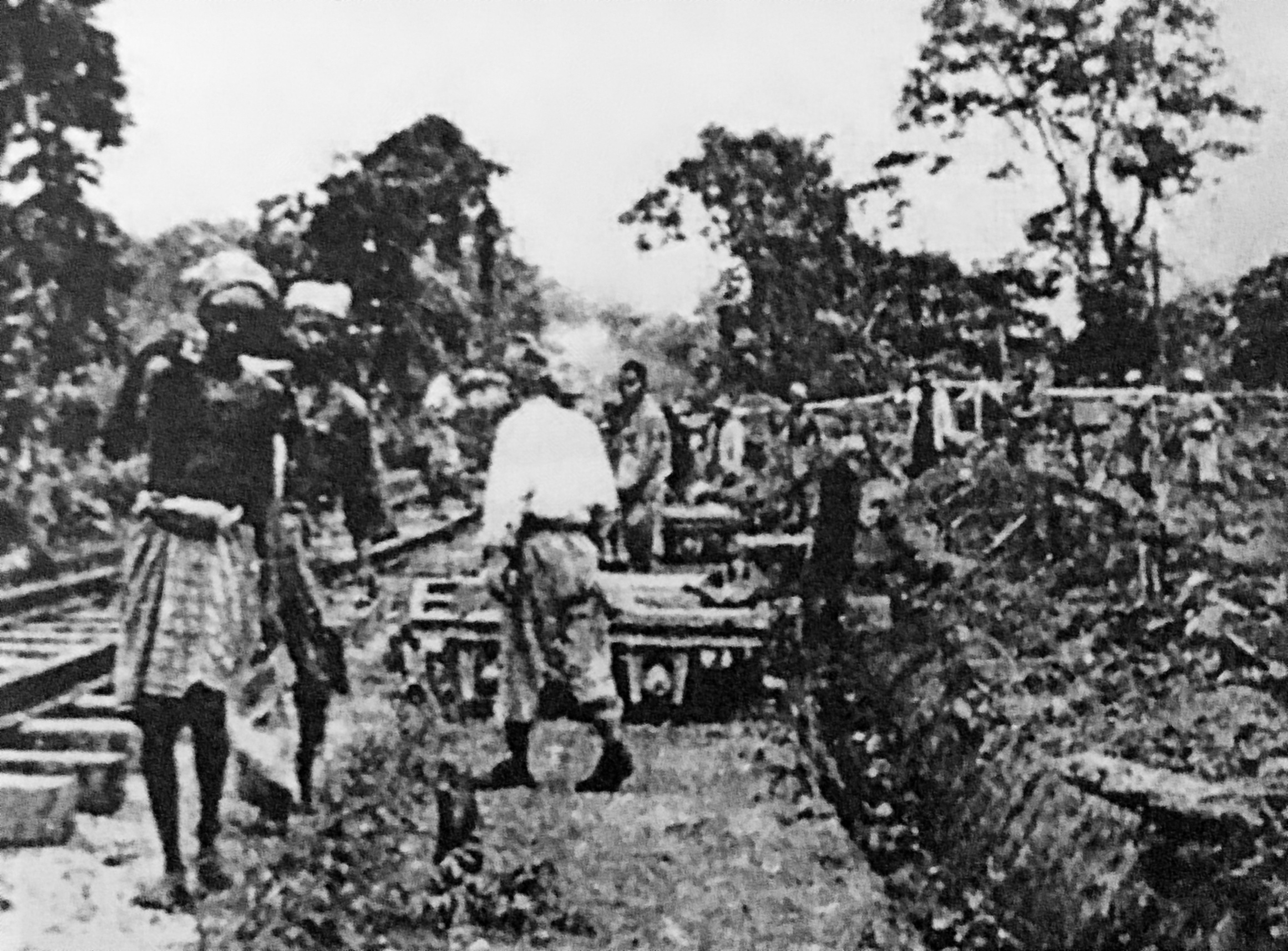
Tamil malesi durante la costruzione della ferrovia tra giugno 1942 e ottobre 1943

Le condizioni di lavoro per i rōmusha erano mortali. Il medico britannico Robert Hardie scrisse:
(.)

### Prigionieri di guerra
I primi prigionieri di guerra, 3000 australiani, per andare in Birmania lasciarono il campo di prigionia di Changi a Singapore il 14 maggio 1942 e viaggiarono per mare fino a Thanbyuzayat, sul capolinea nord della ferrovia. Essi lavorarono inizialmente su aeroporti e altre infrastrutture, prima che cominciasse la costruzione della ferrovia nell'ottobre del 1942. I primi prigionieri di guerra a lavorare in Thailandia, 3000 soldati britannici, lasciarono Changi in treno,0 nel giugno 1942, per Ban Pong, il capolinea meridionale della ferrovia. Più prigionieri di guerra furono portati da Singapore e dalle Indie Orientali Olandesi man mano che la costruzione avanzava. Campi di lavoro che ospitavano almeno 1000 lavoratori ciascuno furono impostati ogni 8-17 km della via. I lavoratori andavano su e giù lungo la linea a seconda delle necessità.
I campi di lavoro consistevano in baracche dai lati aperti costruite di pali di bambù con tetti di paglia. Le baracche erano lunghe circa 60 metri con piattaforme per dormire sollevate da ogni lato dal pavimento. Duecento uomini erano ospitati in ciascuna baracca, con uno spazio di sessanta centimetri in cui vivere e dormire. I campi erano denominati dal chilometro al quale erano situati.

## Atrocità

### Condizioni durante la costruzione

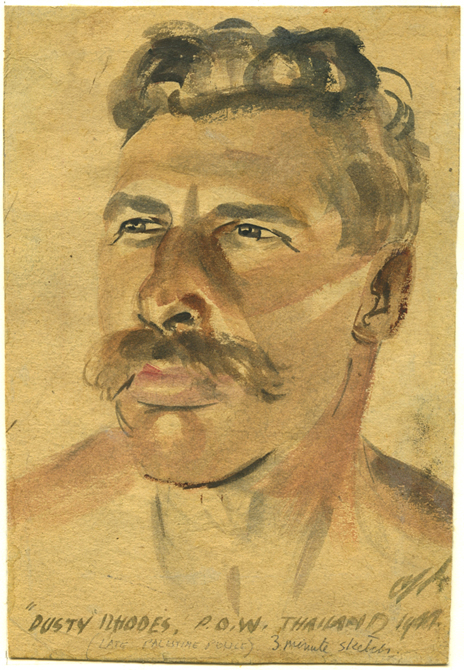
Ritratto del prigioniero di guerra "Dusty" Rhodes; schizzo dipinto in tre minuti da Ashley George Old in Thailandia nel 1944

I prigionieri di guerra "si trovavano al fondo di un sistema sociale che era duro, punitivo, fanatico e sovente mortale" Le condizioni di vita e di lavoro sono state spesso descritte come "orrende", con maltrattamenti, malattie e fame. Il numero stimato di lavoratori civili e prigionieri di guerra che morì durante la costruzione della ferrovia varia notevolmente, ma le cifre del governo australiano parlano di 330 000 persone che lavorarono lungo la linea (compresi 250 000 lavoratori asiatici e 60 000 prigionieri di guerra alleati); circa 90 000 fra i lavoratori civili e 16 000 prigionieri alleati morirono.
La vita dei prigionieri di guerra nei campi di lavoro è stata registrata a grande rischio da artisti come Jack Bridger Chalker, Philip Meninsky, John Mennie, Ashley George Old e Ronald Searle. Capelli umani venivano spesso usati come pennelli, succhi vegetali e sangue per dipingere e carta igienica come tela. Alcune  delle loro opere furono usate come prove nei processi ai criminali di guerra giapponesi. Molti sono ora conservati dal Monumento della Guerra Australiano, dalla Biblioteca dello Stato di Victoria e dall'Imperial War Museum di Londra.

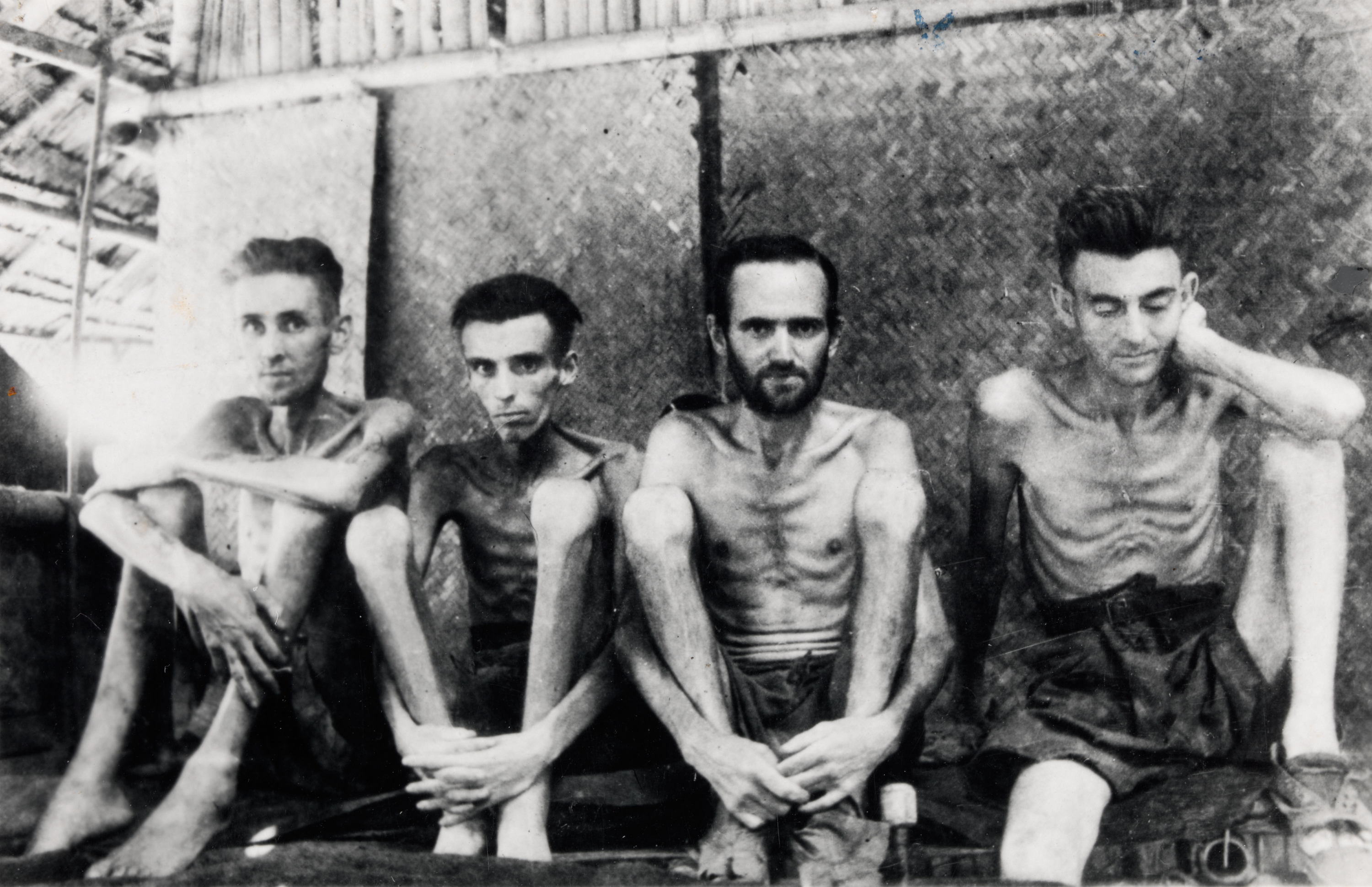
Prigionieri di guerra australiani e olandesi, sofferenti di beriberi, a Tarsau in Thailandia nel 1943

Uno dei primi e più autorevoli scritti in materia è quello dell'ex prigioniero di guerra John Coast nel suo Railroad of Death (Ferrovia della Morte), pubblicato per la prima volta nel 1946 e nuovamente nel 2014. L'opera di Coast è nota per i suoi dettagli sulla brutalità di alcune guardie giapponesi e coreane, come l'umanità di altre. Esso descrive inoltre l'esperienza delle condizioni di vita e di lavoro dei prigionieri di guerra, insieme alla cultura delle città e campagne thailandesi che divennero la casa di molti prigionieri di guerra dopo aver lasciato Singapore con i lavoratori mandati sulla ferrovia. Coast racconta anche il cameratismo, i passatempi e lo humour dei prigionieri di guerra di fronte alle avversità.
Nel suo libro Last Man Out, H. Robert Charles, un marine sopravvissuto all'affondamento dell'incrociatore pesante USS Houston, scrive a lungo sul medico olandese Henri Hekking, un compagno di prigionia che salvò probabilmente le vite di molti lavoratori della ferrovia. Nella prefazione al libro di Charles, James D. Hornfischer, così riassume:
(Dalla prefazione di James D. Hornfischer a Last Man Out di H. Robert Charles)
. 
Hekking morì nel 1994, Charles nel dicembre 2009.
Esclusi i peggiori mesi del periodo di costruzione, noto come "Speedo" (da metà primavera a metà ottobre 1943), uno dei modi in cui i prigionieri alleati tenevano alto il loro spirito fu di chiedere a uno dei musicisti in mezzo a loro di suonare la propria chitarra o fisarmonica, o condurli in un coro di accompagnamento o a chiedere agli attori del campo di raccontare qualche storiella o metter su qualche sketch.
Dopo che la ferrovia fu terminata, i prigionieri dovettero sopravvivere ancora due anni prima di venir liberati. Durante questo periodo gran parte dei prigionieri fu spostata in ospedali e in campi vicino a città dove fossero disponibili per manutenzioni, o inviati in Giappone per sopperire alla carenza di mano d'opera. In questi campi fiorirono le attività di intrattenimento come parte essenziale della loro riabilitazione. Furono costruiti teatri di bambù e di attap (fronde di palma), luci, costumi e inventate truccature e una serie di spettacoli che comprendevano musiche, varietà, cabaret, canzoni e commedie musicali- anche pantomime. Queste attività impegnarono numerosi prigionieri come attori, cantanti, musicisti, disegnatori, tecnici e interpreti di personaggi femminili.
Prigionieri di guerra e lavoratori asiatici furono anche impiegati par costruire la Ferrovia dell'istmo di Kra da Chumphon a Kra Buri e quella da Pekanbaru a Muaro.
La costruzione della ferrovia della Birmania è considerata come un crimine di guerra commesso dal Giappone in Asia. Hiroshi Abe, tenente generale che sovrintese alla costruzione della ferrovia a Sonkrai, dove 1400 prigionieri di guerra britannici su 1600 morirono di colera e altre malattie in tre mesi, fu condannato a morte come criminale di guerra, pena poi commutata in 15 anni di prigione, ma finì per scontarne solo dieci.
Dopo il completamento della ferrovia gran parte dei prigionieri di guerra furono trasferiti in Giappone. Quelli rimasti per la manutenzione della linea soffrirono ancora per le spaventose condizioni di vita e per i sempre più frequenti raid aerei degli Alleati.

### Tasso di mortalità e cause
| Paesi di origine                                           | Prigionieri | Numero di morti | Tasso di mortalità |
| ---------------------------------------------------------- | ----------- | --------------- | ------------------ |
| UK, Impero anglo-indiano o Colonia della corona britannica | 30131       | 6904            | 23%                |
| Paesi Bassi o Indie orientali olandesi                     | 17990       | 2782            | 15%                |
| Australia                                                  | 13004       | 2802            | 22%                |
| Stati Uniti                                                | 686         | 133             | 19%                |
| Totale                                                     | 61811       | 12621           | 20%                |

Oltre alla malnutrizione e alle violenze fisiche, malaria, colera, dissenteria e ulcere tropicali erano fattori comuni che contribuirono alle morti dei lavoratori della ferrovia di Burma.
Le stime sui decessi tra i civili del sudest asiatico sottoposti ai lavori forzati, spesso denominati rōmusha, fu assai più elevato che tra il personale militare alleato. Il numero totale dei rōmusha che lavorarono alla ferrovia potrebbe aver raggiunto i 300 000 e, secondo certe stime, il tasso dei decessi fra loro fu del 50%.
Una minor tasso di mortalità tra i prigionieri di guerra olandesi e internati, relativamente a quelli provenienti dal Regno Unito e dall'Australia, è stato posto in relazione al fatto che molti civili presi prigionieri nelle Indie orientali olandesi erano nati colà, erano ivi residenti da lungo tempo e/o avevano antenati eurasiatici; essi tendevano quindi a essere più resistenti alle malattie tropicali e a meglio acclimatarsi rispetto agli altri alleati occidentali.
La qualità dell'assistenza medica ricevuta da differenti gruppi di prigionieri variava enormemente. Uno dei fattori era che molti medici europei e statunitensi avevano scarsa esperienza di malattie tropicali. Per esempio, un gruppo di 400 prigionieri olandesi, tra i quali tre medici con una vasta esperienza di medicina tropicale, ebbe solo 9 decessi. Un altro gruppo di 450 statunitensi ne ebbe 100.
La perdita di peso tra i funzionari che lavorarono alla costruzione fu, in media, da 9 a 14 kg, meno del personale arruolato. I lavoratori in zone più isolate soffrirono molti più casi di decesso che gli altri.

### Processi per crimini di guerra
Alla fine della seconda guerra mondiale 111 ufficiali giapponesi furono processati per crimini di guerra a causa della loro brutalità durante la costruzione della ferrovia. Trentadue di essi furono condannati a morte. Alle vittime del Sudest asiatico non furono corrisposti indennizzi.

## Strutture notevoli

### Il ponte sul fiume Kwai

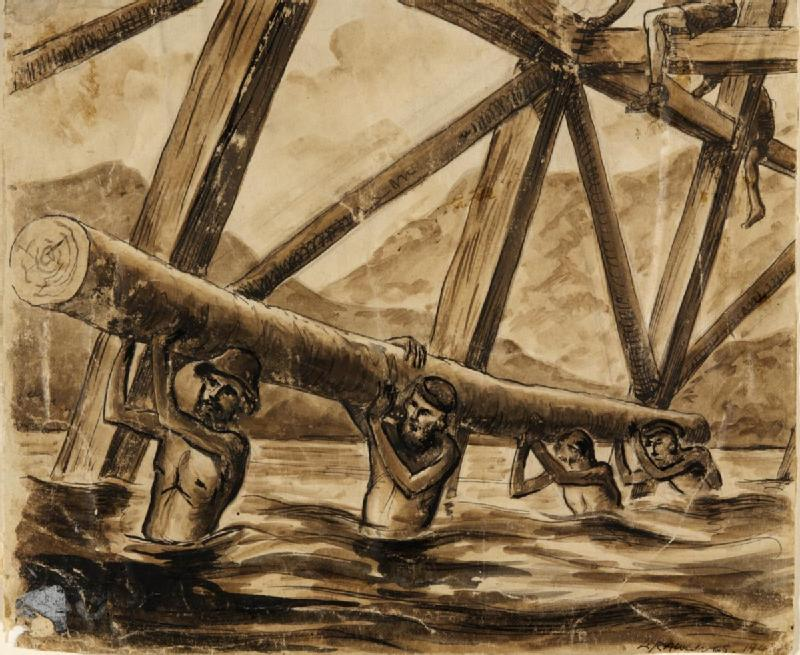
Bridge over the River Kwai di Leo Rawlings, un prigioniero di guerra che fu impegnato nella costruzione della linea ferroviaria (schizzo del 1943). Mostra quattro prigionieri di guerra, immersi nell'acqua, che trasportano un grosso tronco durante la prima costruzione del ponte.

Una dei più notevoli tratti dell'intera linea ferroviaria è il Ponte 277, il cosiddetto "Ponte sul fiume Kwai", che fu eretto su un tratto del fiume che allora era noto come parte del fiume Mae Klong. La maggior parte del tratto thailandese del corso del fiume seguiva la valle del fiume Khwae Noi (khwae = corrente, fiume o affluente; noi = piccolo. Khwae venne spesso pronunciato erroneamente da chi non parla la lingua thai come kwai, che in lingua thai significa "bufalo"). Ciò ha dato origine al nome River Kwa in inglese. Nel 1960, a causa delle discrepanze tra fatti e finzione, la parte del Mae Klong che passa sotto il fiume fu rinominata fiume Khwae Yai (แควใหญ่ nella lingua thailandese; in lingua italiana "grande affluente").
Il ponte fu reso famoso da Pierre Boulle nel suo libro e dal film che si basò su di esso, Il ponte sul fiume Kwai. In ogni caso vi furono molti che fecero osservare che sia il romanzo di Boulle, che il film che ne fu un adattamento, sono irrealistici e non mostrano quanto cattive e misere fossero le condizioni e il trattamento generale dei prigionieri di guerra detenuti dai giapponesi. Molti giapponesi si risentirono per la descrizione da parte del film delle capacità dei loro ingegneri, dipinti come inferiori e meno aggiornati dei colleghi britannici. In effetti, gli ingegneri giapponesi avevano esaminato e progettato la via ferrata fin dal 1937 ed erano ben organizzati ed esperti. I giapponesi accusarono anche il film di ciò che loro videro come la "glorificazione della superiorità della civilizzazione occidentale", poiché i prigionieri di guerra nel film figuravano di essere in grado di costruire un ponte che gli ingegneri e le truppe giapponesi non riuscivano a costruire.
Un primo ponte ferroviario in legno sul fiume Khwae Yai fu terminato nel febbraio 1943 e fu presto accompagnato da un più moderno ponte in calcestruzzo armato nel giugno 1943, entrambi posti in direzione NordNordest-SudSudOvest sul fiume.
Il nuovo ponte in cemento armato fu realizzato con undici capriate curve che i costruttori giapponesi fecero venire da Giava nelle Indie Orientali Olandesi nel 1942. Questo è il ponte ancora oggi esistente. Fu il ponte 277 che doveva essere attaccato con l'ausilio di uno dei primi esempi di "bomba intelligente", la statunitense VB-1 AZON MCLOS di 1000 libbre di artiglieria aerea il 23 gennaio 1945. Le cattive condizioni atmosferiche costrinsero alla cancellazione della missione e l'AZON non fu mai impiegato contro il fiume. Secondo la tailandese Hellfire Tours: "i due ponti furono bombardati con successo e danneggiati il 13 febbraio 1945 da bombardieri della Royal Air Force (RAF). Le riparazioni furono realizzate dai lavoratori forzati prigionieri di guerra poco dopo ed entro aprile il ponte a cavalletto in legno era nuovamente in funzione. Il 3 aprile un secondo bombardamento, questa volta ad opera di bombardieri pesanti Consolidated B-24 Liberator dell'Aeronautica militare statunitense (USAAF), danneggiò di nuovo il ponte in legno. Le opere di ripristino cominciarono subito dopo, continuando ancora finché i ponti tornarono ad essere utilizzabili alla fine di maggio. Una seconda incursione aerea della RAF il 24 giugno danneggiò gravemente e distrusse i ponti della ferrovia e mise fuori uso l'intera linea ferroviaria fino alla fine della guerra. Dopo la capitolazione del Giappone l'esercito britannico rimosse circa 4 chilometri del tratto della ferrovia originale giapponese sul confine tra Birmania e Thailandia. Un sopralluogo sul tratto mostrò che la scadente costruzione non avrebbe sopportato il traffico ferroviario commerciale. I tratti ricuperati furono successivamente venduti alle Ferrovie Thailandesi e il tratto di 130 km tra Ban Pong e Nam Tok fu ripristinato ed è ancora in esercizio oggi". Inoltre, dopo la guerra, le due capriate curve del ponte, che collassarono sotto gli attacchi britannici, furono rimpiazzate da capriate angolari fornite dal Giappone come parte dei loro indennizzi di guerra, formando così l'iconico ponte che si vede oggi.
La nuova linea ferroviaria non si collegava completamente con la rete ferroviaria birmana poiché non erano stati costruiti ponti che attraversassero il fiume tra Moulmein e Martaban (la prima sulla riva meridionale del fiume e la seconda su quella settentrionale). Quindi si resero necessari traghetti come sistema alternativo di collegamento. Non fu costruito alcun nuovo ponte fino a che, tra il 2000 e il 2005 non venne costruito il ponte Thanlwin (che porta sia il traffico ferroviario che quello stradale).

### Passo dell'Inferno

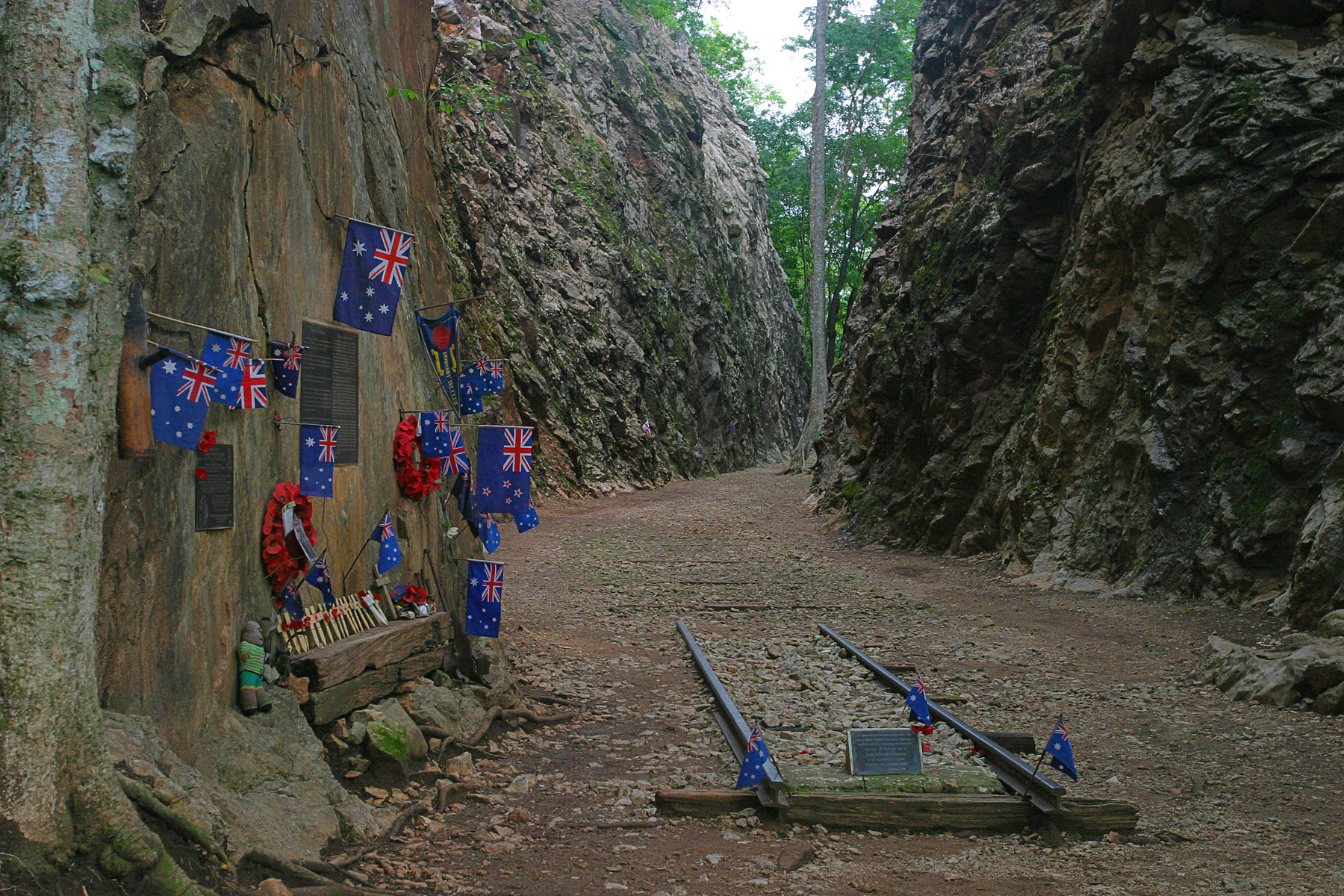
Il taglio della roccia presso il Passo dell'Inferno fu uno dei più difficoltosi (e mortali per i prigionieri di guerra)

Il Passo dell'Inferno sui Monti del Tenasserim fu un tratto della linea particolarmente difficile da costruire: fu il taglio roccioso più ampio della linea ferroviaria, posto in una zona remota ove i lavoratori mancavano degli attrezzi idonei a quel tipo di scavo. Agli australiani, britannici, olandesi e altri prigionieri di guerra alleati, insieme ai lavoratori cinesi, malesi e tamil, fu imposto dai giapponesi di completare il taglio. Sessantanove uomini furono percossi a morte dalle guardie giapponesi nelle dodici settimane che ci vollero per completare il taglio e molti di più ne morirono a causa delle malattie che li colpirono: colera, dissenteria, denutrizione e sfinimento.

### Ponti importanti
I più importanti ponti erano:

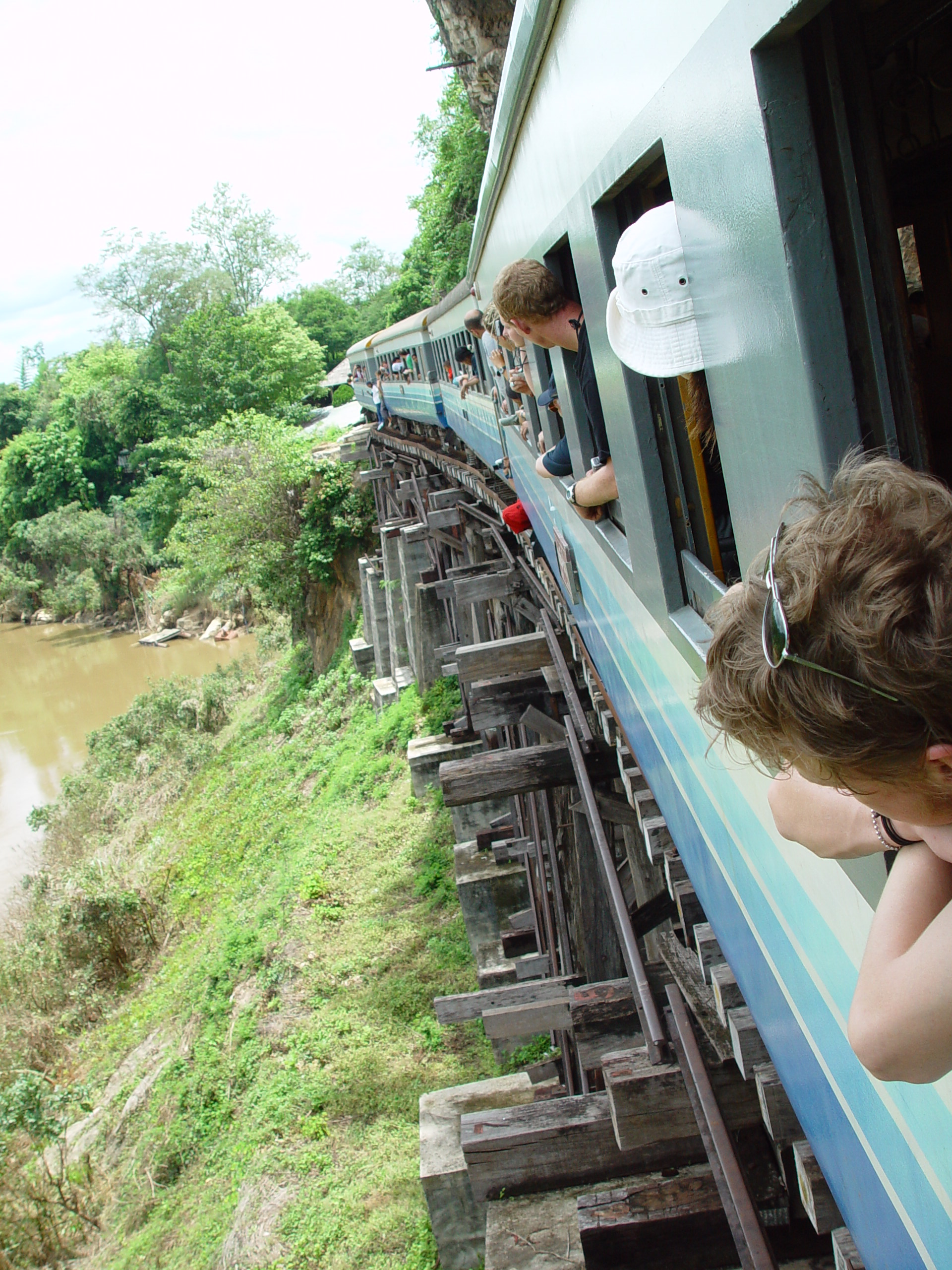
Lungo la Ferrovia della Morte oggi; il fiume Khwae sulla sinistra

- ponte metallico lungo 346,40 metri attraverso il fiume Kwae Yai a Tha Makham al km 56 + 255.1
- ponte a trespolo in legno lungo 90 metri attraverso il fiume Songkalia, al km 294 + 418
- ponte a trespolo in legno lungo 56 metri sul fiume Mekaza al km 319 + 798
- ponte a trespolo in legno lungo 75 metri sul fiume Zamithi al km 329 + 678
- ponte in cemento lungo 50 metri sul fiume Apalong al km 333 + 258.20
- ponte a trespolo in legno lungo 60 metri sul fiume Anakui al km 369 + 839.5

## Cimiteri e monumenti

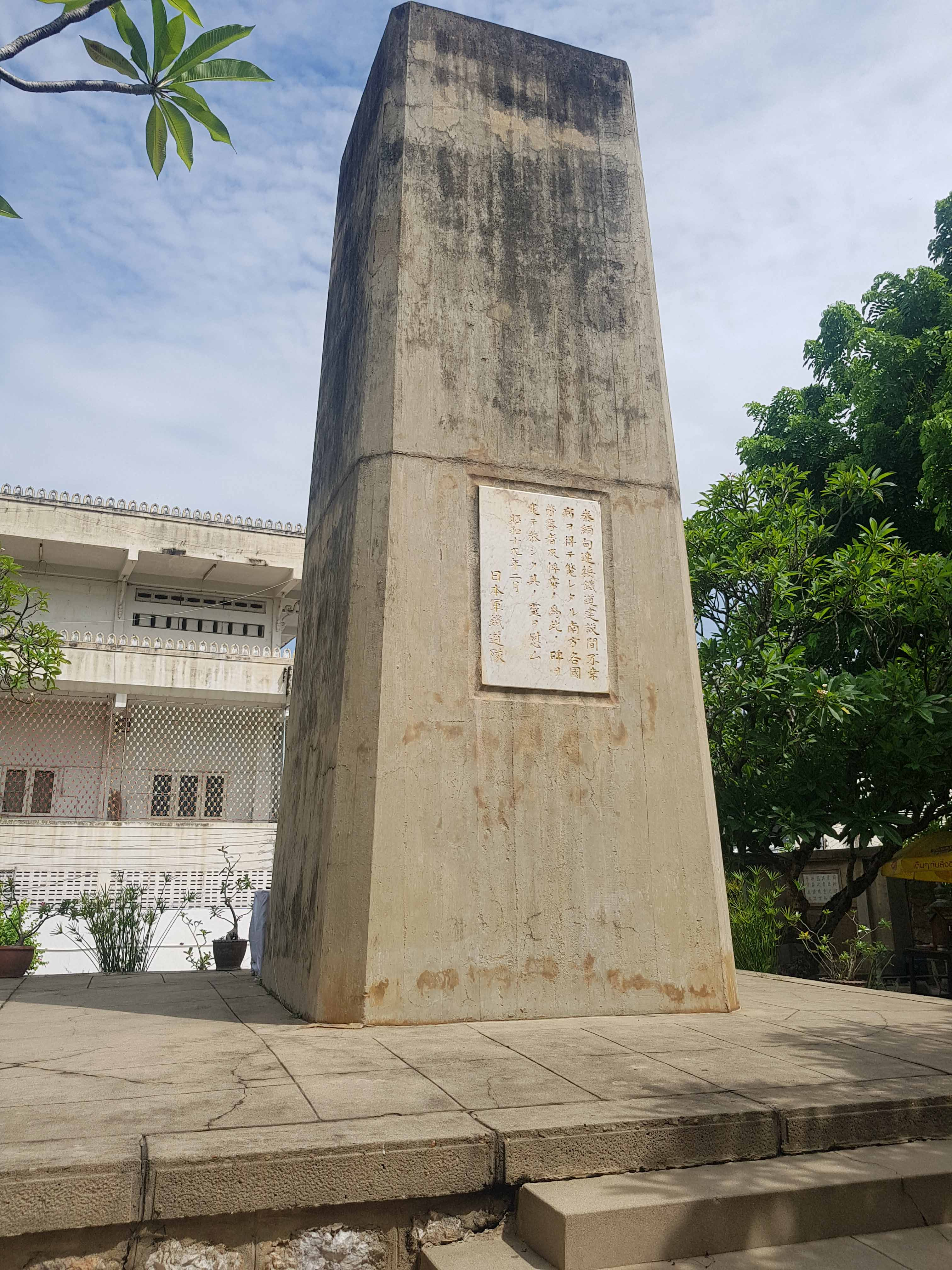
Cenotafio per lavoratori asiatici e prigionieri di guerra, costruito dal Corpo ferroviario dell'esercito giapponese nel febbraio 1944 a Kanchanaburi, Thailandia

Dopo la guerra i resti della maggior parte dei caduti furono riesumati dagli ex campi per prigionieri e dalle tombe lungo la linea ferroviaria e traslati in cimiteri di guerra ufficiali.
Tre cimiteri gestiti dalla Commissione del Commonwealth per i cimiteri di guerra (CWGC) contengono la maggior parte del personale militare alleato che morì lungo la Ferrovia di Burma.

### Cimitero di Kanchanaburi

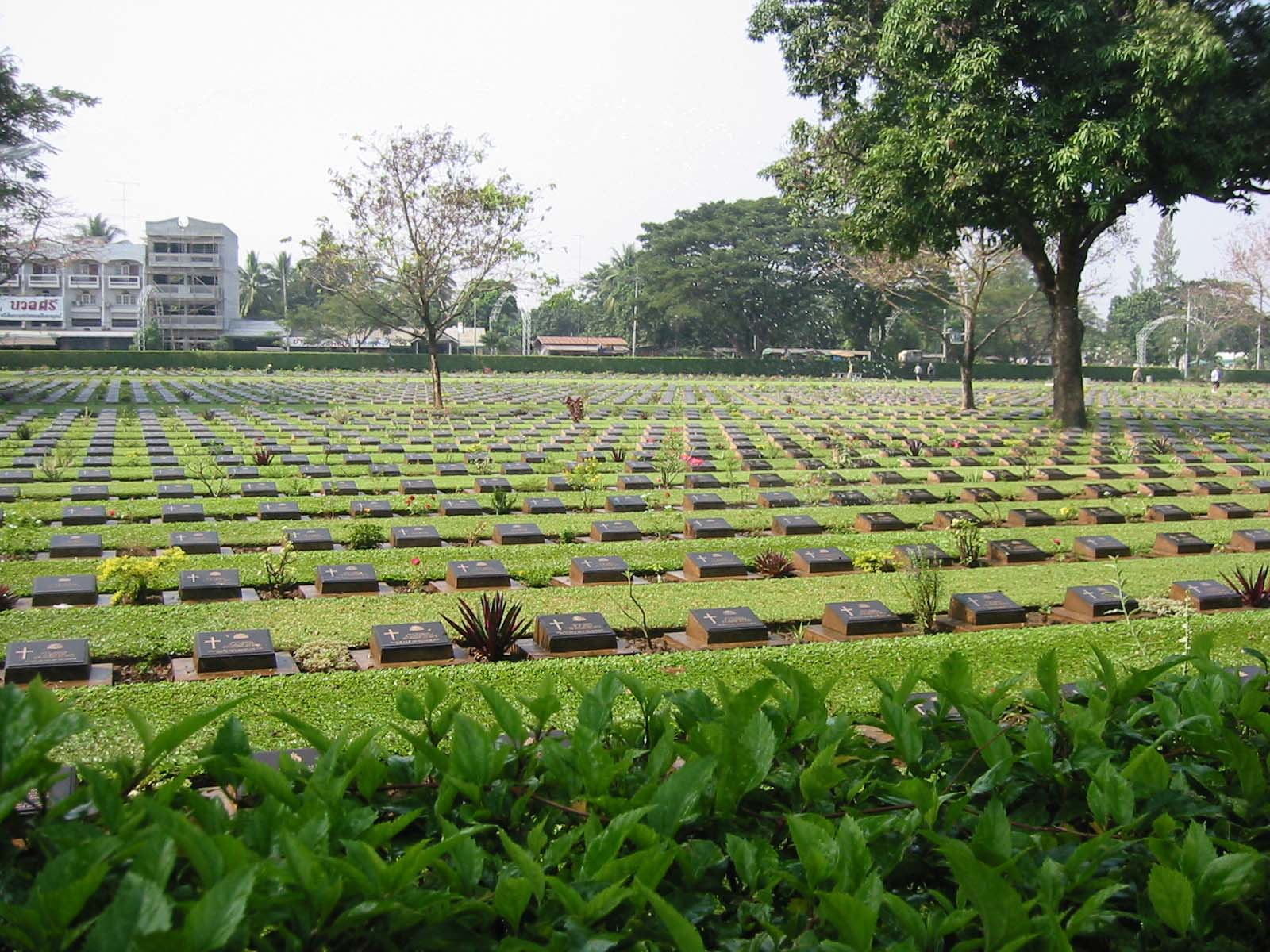
Il cimitero di guerra di Kanchanaburi

Il cimitero di guerra di Kanchanaburi, nell'omonima città, contiene le tombe di 6982 persone:
- 3585 britannici
- 1896 olandesi
- 1362 australiani
- 12 membri dell'Esercito britannico indiano (compresi gli ufficiali britannici)
- 2 neozelandesi
- 2 danesi
- 8 canadesi[36][37][38]

Un monumento alla memoria, nel cimitero di Kanchanaburi, elenca altri 11 membri dell'Esercito indiano che sono sepolti nei vicini cimiteri musulmani.

### Cimitero di Thanbyuzayat

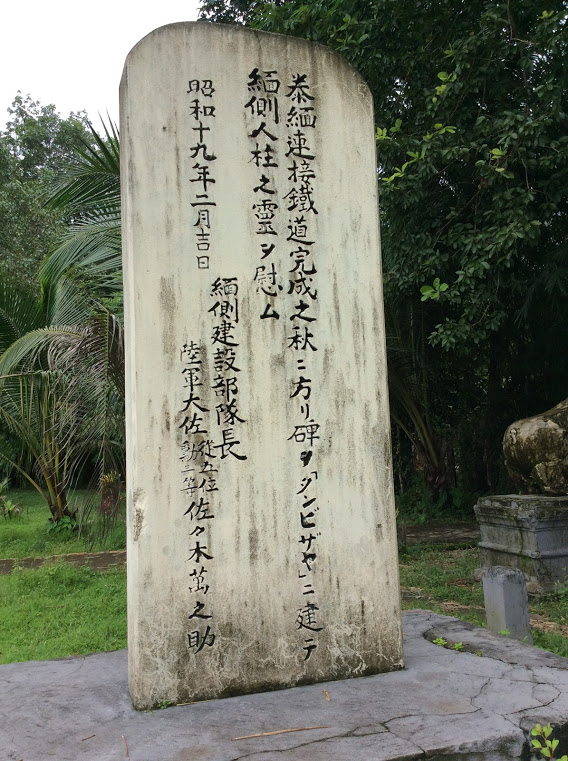
Cenotafio per le vittime, costruito dai giapponesi a Thanbyuzayat, Birmania

Il cimitero di guerra di Thanbyuzayat, 65 chilometri a sud di Moulmein, Birmania, contiene le tombe di 3617 prigionieri di guerra che morirono nella zona birmana della linea ferroviaria.
- 1651 britannici
- 1335 australiani
- 621 olandesi
- 15 indiani (esercito)
- 3 neozelandesi
- 1 canadese[36][37]

### Cimitero di guerra di Chungkai
A Chungkai, vicino a Kanchanaburi, ci sono ulteriori 1693 tombe di guerra.
- 1373 britannici
- 314 olandesi
- 6 indiani dell'Esercito[36][37]

Il personale degli Stati Uniti rimanente è stato rimpatriato. Delle 668 persone statunitensi costrette a lavorare sulla ferrovia, 133 morirono. Tra questi vi era il personale della USS Houston e del 131º Reggimento di Artiglieria da campagna dell'Esercito della Guardia nazionale del Texas. Gli Americani furono chiamati "il Battaglione perduto", poiché le loro sorti rimasero ignote negli Stati Uniti per più di due anni dopo la loro cattura.

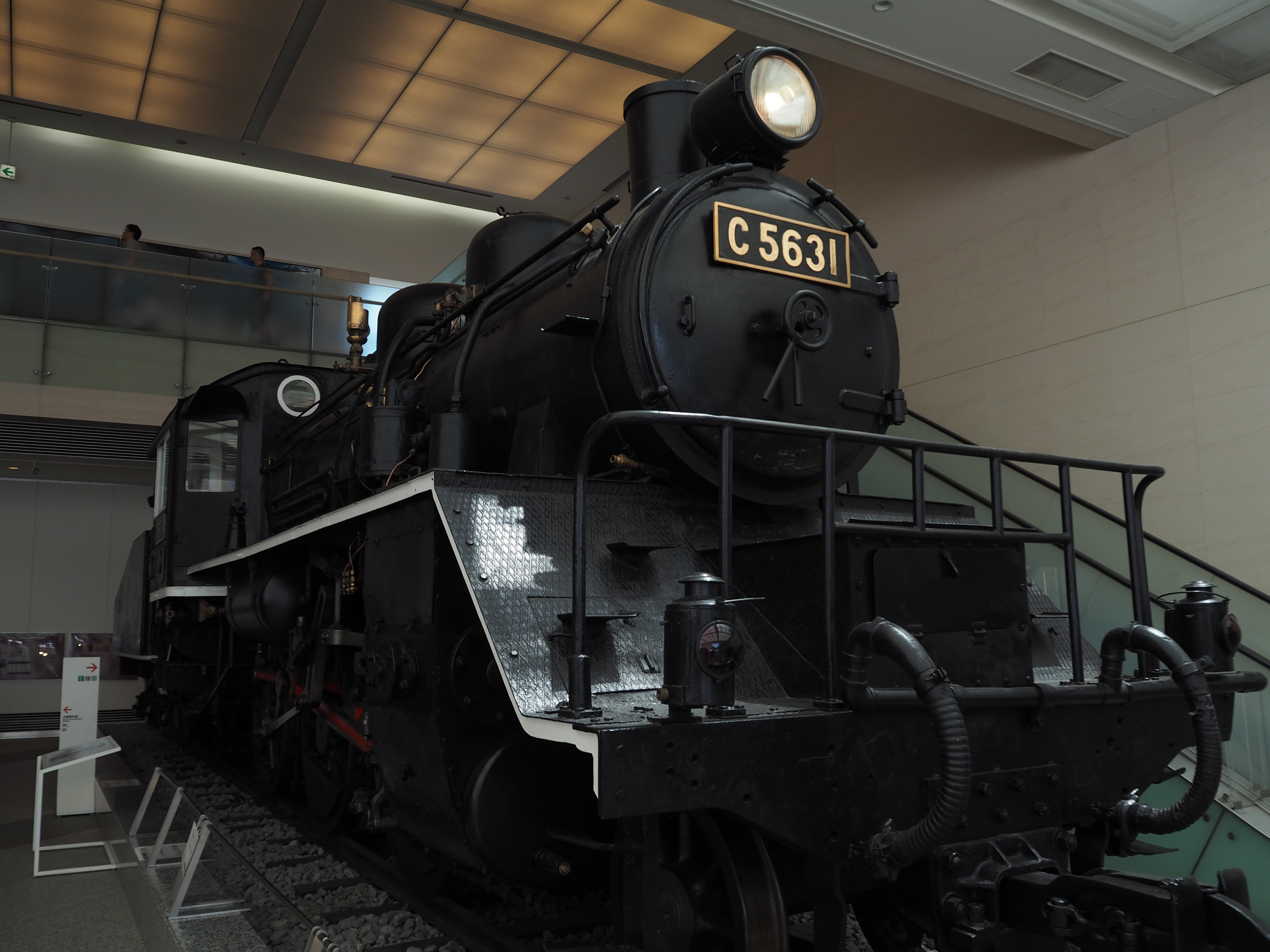
Una locomotiva usata sulla Ferrovia della Morte, in mostra al Museo di guerra di Yasukuni, in Giappone

Molti musei sono dedicati a coloro che perirono nella costruzione della ferrovia. La maggior parte di essi si trova al Passo dell'Inferno (a nord dell'attuale capolinea a Nam Tok), dove si era concentrato il maggior numero di decessi. Al Passo dell'Inferno vi è un monumento australiano. Un museo si trova a Thanbyuzayat e altri due musei nel centro della Ferrovia Thailandia–Birmania, aperto nel marzo 2003, e il Museo di guerra JEATH
Sul ponte Kwai stesso c'è una lapide ed è esposta una storica locomotiva a vapore.
Un tratto di linea è stato ricostruito al National Memorial Arboretum di Alrewas, in Inghilterra.

## Riferimenti culturali
La costruzione della ferrovia è stata il soggetto di romanzi e di premiati film:
- Il ponte sul fiume Kwai (The Bridge on the River Kwai), film di David Lean tratto dal romanzo francese Le Pont de la rivière Kwaï di Pierre Boulle, insignito di numerosissimi premi tra i quali: il Premio Oscar 1958, il Golden Globe del 1958, il BAFTA del 1957, il David di Donatello del 1958, il National Board of Review del 1957, il New York Film Critics Circle Awards del 1957, ecc.
- The Narrow Road to the Deep North, romanzo di Richard Flanagan, centrato su un gruppo di prigionieri di guerra australiani e sulla loro esperienza come lavoratori alla costruzione della ferrovia;
- Le due vie del destino - The Railway Man, film di Jonathan Teplitzky, tratto dall'omonimo romanzo autobiografico di Eric Lomax, che fornisce una vista sulle barbare condizioni e le sofferenze inflitte ai lavoratori-schiavi che costruirono la ferrovia. Fu insignito del premio Man Booker del 2014;
- Fight for Freedom (Battaglia per la libertà) del 2001, basato sul libro autobiografico di Ernest Gordon.